# LXQt
LXQt je open source desktopové prostředí pro operační systém Linux, které vzniklo fúzí projektů LXDE a Razor-qt.

## Historie
Správce LXDE Hong Jen Yee začal kvůli nespokojenosti s GTK+ 3  experimentovat s Qt na začátku roku 2013 a vydal první verzi správce souborů PCMan postaveném na Qt 26. března 2013.
3. července 2013 Hong Jen Yee oznámil Qt port celého prostředí LXDE a 21. července 2013 projekty Razor-qt a LXDE oznámily, že se rozhodly ke sloučení. Po sloučení LXDE-Qt a Razor-qt byl projekt přejmenován na LXQt, a první vydání, verze 0.7.0, byla zpřístupněna 7. května 2014.
Při vydání 0.13 dne 21. května 2018 se projekt formálně oddělil od mateřského projektu LXDE.

## Softwarové komponenty
LXQt se skládá z mnoha modulárních komponent.
| název komponenty     | závislosti (kromě Qt) | komentáře                                                       |
| -------------------- | --------------------- | --------------------------------------------------------------- |
| qterminal            |                       |                                                                 |
| Falkon               |                       | webový prohlížeč                                                |
| sddm                 |                       | Simple Desktop Display Manager                                  |
| lximage-qt           |                       | Prohlížeč obrázků                                               |
| lxmenu-data          |                       |                                                                 |
| LXQt-o               |                       |                                                                 |
| LXQt-admin           |                       | správa systému                                                  |
| LXQt-common          |                       |                                                                 |
| LXQt-config          | KScreen (RandR)       |                                                                 |
| LXQt-globalkeys      |                       | daemon a knihovna pro registraci globálních klávesových zkratek |
| LXQt-notificationd   |                       |                                                                 |
| LXQt-openssh-askpass |                       |                                                                 |
| LXQt-panel           | Solid                 |                                                                 |
| LXQt-policykit       |                       |                                                                 |
| LXQt-powermanagement | Solid                 | daemon správy napájení                                          |
| LXQt-qtplugin        |                       |                                                                 |
| LXQt-runner          |                       |                                                                 |
| LXQt-session         |                       | správce sezení                                                  |
| LXQt-sudo            |                       |                                                                 |
| menu-cache           |                       |                                                                 |
| obconf-qt            |                       | Openbox konfigurační nástroj napsaný v Qt                       |
| compton-conf         |                       |                                                                 |
| pcmanfm-qt           |                       | správce souborů, Qt port PCManFM                                |
| qt-gtk-engine        |                       |                                                                 |